# 수용체 조절인자
수용체 조절인자(受容體 調節因子, 영어: receptor modulator) 또는 수용체 리간드(영어: receptor ligand)는 수용체에 결합하고 이를 조절하는 약물의 한 유형이다. 수용체 조절인자들은 리간드이며, 수용체 작용제 및 수용체 길항제 뿐만 아니라 수용체 부분작용제, 역작용제, 다른 자리 입체성 조절인자를 포함한다.

## 같이 보기
- 이온 통로 조절인자
- 효소 조절인자
- 재흡수 조절인자
- 방출 조절인자